# Tatjana Maria
Tatjana Maria, z domu Malek (ur. 8 sierpnia 1987 w Bad Saulgau) – niemiecka tenisistka pochodzenia polskiego.

## Kariera tenisowa
W 2003 roku wygrała turniej deblistek w Warszawie. Razem z Urszulą Radwańską osiągnęła ćwierćfinał w Galatinie, a z Magdaleną Kiszczyńską pierwszą rundę w Zwevegem, gdzie przegrały z deblem belgijskim Caroline Maes/Leslie Butkiewicz. W 2006 roku w Poitiers razem z Kristiną Barrois wyeliminowały parę polską Klaudia Jans–Alicja Rosolska. Wygrała również dwa turnieje tenisowe z cyklu ITF.
W roku 2007 osiągnęła ćwierćfinał juniorskiego turnieju w Capriolo, przegrany z Maret Ani. Doszła do półfinału w Ortisei, gdzie przegrała z Caroline Wozniacki (wcześniej wygrała z Evą Birnerovą). Otrzymała dziką kartę do turnieju Berlinie, ale odpadła w drugiej rundzie, pokonana przez liderkę rankingu światowego, Justine Henin.
W 2009 roku osiągnęła pierwszy finał cyklu WTA Tour w grze podwójnej. Razem z Andreą Petković przegrały w finale zawodów w Bad Gastein z Andreą Hlaváčkovą i Lucie Hradecką 2:6, 4:6.
W 2012 roku zwyciężyła w pierwszym turnieju w grze podwójnej. W Québecu występowała razem z Kristiną Mladenovic, a w finale pokonały 7:6(5), 6:7(6), 10–7 Alicję Rosolską i Heather Watson.
W sezonie 2014 razem z Larą Arruabarreną przegrały w meczu mistrzowskim rozgrywek w Osace z deblem Shūko Aoyama–Renata Voráčová wynikiem 1:6, 2:6.
W 2015 roku Maria wspólnie z Olhą Sawczuk przegrały w finale turnieju w Båstad z Kiki Bertens oraz Johanną Larsson 5:7, 4:6. Została finalistką zawodów deblowych cyklu WTA 125K series w Carlsbadzie.
Rok później Niemka zwyciężyła w drugim deblowym turnieju w karierze, tym razem w Bogocie, wspólnie z Larą Arruabarreną. W tym samym roku w parze z Ralucą Olaru awansowały do finału zawodów w Rabacie.
W sezonie 2018 razem z Heather Watson zdobyły tytuł podczas rozgrywek w Acapulco. W czerwcu wywalczyła pierwsze trofeum cyklu WTA Tour w grze pojedynczej – w meczu mistrzowskim zawodów w Santa Ponça pokonała Anastasiję Sevastovą 6:4, 7:5.
W kolejnym sezonie wygrała zawody deblowe w Seulu, grając w parze z Arruabarreną. W finale zwyciężyły 7:6(7), 3:6, 10–7 z Hayley Carter i Luisą Stefani.
Drugi mistrzowski tytuł singlowy uzyskała w 2022 roku w Bogocie, gdzie pokonała w ostatnim spotkaniu Laurę Pigossi 6:3, 4:6, 6:2.
Trzeci mistrzowski tytuł singlowy również wywalczyła w Bogocie w 2023, broniąc tytuł sprzed roku, pokonując w finale Peyton Stearns 6:3, 2:6, 6:4.

## Życie prywatne
Ojciec tenisistki, Heinrich Malek (Henryk Małek) był piłkarzem ręcznym, Polakiem urodzonym w Zabrzu. Tatjana przeżyła mocno śmierć ojca w 2008. Konsekwencją była depresja. W tym samym roku doznała zatoru płucnego.
8 kwietnia 2013 roku Tatjana Malek i Charles Edouard Maria wzięli ślub. Tenisistka przyjęła nazwisko swojego męża, także tenisisty i jej trenera. 20 grudnia 2013 urodziła córkę – Charlotte. 2 kwietnia 2021 urodziła drugą córkę – Cecilię.

## Historia występów wielkoszlemowych
Legenda
     W, wygrany turniej
     F, przegrana w finale
     SF, przegrana w półfinale
     QF, przegrana w ćwierćfinale
     xR, przegrana w x rundzie
     Qx, przegrana w x rundzie kwalifikacji
     A, brak startu
     NH, turniej nie odbył się

### Występy w grze pojedynczej
| Australian Open        | A   | A   | A   | A   | Q1 | 1R  | 2R | 1R  | Q1  | A   | Q3  | A   | 1R | 2R  | Q1 | 1R | 1R | 1R  | A   | 1R | 1R | 2R  | 2R | 0 / 12 | 4 – 12  |  |  |
| French Open            | A   | A   | A   | A   | A  | A   | Q3 | 1R  | Q1  | Q3  | 1R  | A   | 1R | 2R  | 2R | 1R | 1R | A   | A   | 1R | 1R | 1R  | 1R | 0 / 11 | 2 – 11  |  |  |
| Wimbledon              | A   | A   | A   | A   | 1R | A   | 2R | 1R  | Q1  | Q2  | 1R  | A   | 3R | 1R  | 2R | 2R | 1R | NH  | A   | SF | 1R | 1R  |    | 0 / 12 | 10 – 12 |  |  |
| US Open                | A   | A   | A   | A   | 1R | A   | 1R | Q1  | Q2  | 2R  | A   | Q2  | 1R | Q3  | 2R | 2R | 1R | 1R  | Q1  | 1R | 1R | 2R  |    | 0 / 11 | 4 – 11  |  |  |
|                        |     |     |     |     |    |     |    |     |     |     |     |     |    |     |    |    |    |     |     |    |    |     |    |        |         |  |  |
| Ranking na koniec roku | 651 | 552 | 284 | 146 | 88 | 272 | 68 | 137 | 191 | 112 | 258 | 214 | 68 | 126 | 46 | 79 | 90 | 109 | 279 | 68 | 57 | 101 |    | 0 / 46 | 20 – 46 |  |  |

### Występy w grze podwójnej
| Australian Open        | A | A   | A   | A   | A   | A   | A  | 1R  | 1R  | A  | 1R  | A   | 1R | 1R | 2R  | 1R | 1R  | 1R  | A   | 1R  | 1R  | 1R   | A  | 0 / 12 | 1 – 12  |  |  |
| French Open            | A | A   | A   | A   | A   | A   | A  | 1R  | A   | A  | 1R  | 2R  | 2R | 3R | A   | 2R | 1R  | A   | A   | 1R  | 1R  | A    | 1R | 0 / 10 | 5 – 10  |  |  |
| Wimbledon              | A | A   | A   | A   | 2R  | A   | 1R | 1R  | A   | Q1 | 1R  | A   | 1R | 2R | 2R  | QF | A   | NH  | A   | 1R  | 1R  | 1R   |    | 0 / 11 | 5 – 11  |  |  |
| US Open                | A | A   | A   | A   | A   | A   | 2R | 1R  | A   | 2R | A   | A   | 1R | 1R | 1R  | 1R | 1R  | A   | A   | A   | 3R  | 1R   |    | 0 / 10 | 4 – 10  |  |  |
|                        |   |     |     |     |     |     |    |     |     |    |     |     |    |    |     |    |     |     |     |     |     |      |    |        |         |  |  |
| Ranking na koniec roku | – | 560 | 371 | 245 | 121 | 372 | 87 | 101 | 138 | 80 | 131 | 107 | 80 | 63 | 206 | 87 | 163 | 165 | 309 | 542 | 307 | 1040 |    | 0 / 43 | 15 – 43 |  |  |

### Występy w grze mieszanej
| Australian Open | A | A | A | A | A | A | A | A | A | A | A | A | A | A  | A | A | A | A  | A | A | A | A | A | 0 / 0 | 0 – 0 |  |  |
| French Open     | A | A | A | A | A | A | A | A | A | A | A | A | A | 1R | A | A | A | NH | A | A | A | A | A | 0 / 1 | 0 – 1 |  |  |
| Wimbledon       | A | A | A | A | A | A | A | A | A | A | A | A | A | A  | A | A | A | NH | A | A | A | A |   | 0 / 0 | 0 – 0 |  |  |
| US Open         | A | A | A | A | A | A | A | A | A | A | A | A | A | A  | A | A | A | NH | A | A | A | A |   | 0 / 0 | 0 – 0 |  |  |
|                 |   |   |   |   |   |   |   |   |   |   |   |   |   |    |   |   |   |    |   |   |   |   |   |       |       |  |  |
|                 |   |   |   |   |   |   |   |   |   |   |   |   |   |    |   |   |   |    |   |   |   |   |   | 0 / 1 | 0 – 1 |  |  |

## Finały turniejów WTA
| Legenda                     | Legenda |
| --------------------------- | ------- |
| Wielki Szlem                |         |
| Igrzyska olimpijskie        |         |
| WTA Tour Championships      |         |
| 2009 – 2020                 |         |
| WTA Premier Mandatory       |         |
| WTA Premier 5               |         |
| WTA Premier                 |         |
| WTA International Series    |         |
| WTA 125K series (2012–2020) |         |
| od 2021                     |         |
| WTA 1000 (obowiązkowe)      |         |
| WTA 1000 (nieobowiązkowe)   |         |
| WTA 500                     |         |
| WTA 250                     |         |
| WTA 125                     |         |

### Gra pojedyncza 4 (4–0)
| Końcowy wynik | Nr | Data             | Turniej     | Nawierzchnia | Przeciwniczka        | Wynik finału  |
| ------------- | -- | ---------------- | ----------- | ------------ | -------------------- | ------------- |
| Zwyciężczyni  | 1. | 24 czerwca 2018  | Santa Ponça | Trawiasta    | Anastasija Sevastova | 6:4, 7:5      |
| Zwyciężczyni  | 2. | 10 kwietnia 2022 | Bogota      | Ceglana      | Laura Pigossi        | 6:3, 4:6, 6:2 |
| Zwyciężczyni  | 3. | 9 kwietnia 2023  | Bogota      | Ceglana      | Peyton Stearns       | 6:3, 2:6, 6:4 |
| Zwyciężczyni  | 4. | 15 czerwca 2025  | Londyn      | Trawiasta    | Amanda Anisimova     | 6:3, 6:4      |

### Gra podwójna 8 (4–4)
| Końcowy wynik | Nr | Data                 | Turniej     | Nawierzchnia    | Partnerka           | Przeciwniczki                        | Wynik finału         |
| ------------- | -- | -------------------- | ----------- | --------------- | ------------------- | ------------------------------------ | -------------------- |
| Finalistka    | 1. | 26 lipca 2009        | Bad Gastein | Ceglana         | Andrea Petković     | Andrea Hlaváčková Lucie Hradecká     | 2:6, 4:6             |
| Zwyciężczyni  | 1. | 16 września 2012     | Québec      | Dywanowa (hala) | Kristina Mladenovic | Alicja Rosolska Heather Watson       | 7:6(5), 6:7(6), 10–7 |
| Finalistka    | 2. | 12 października 2014 | Osaka       | Twarda          | Lara Arruabarrena   | Shūko Aoyama Renata Voráčová         | 1:6, 2:6             |
| Finalistka    | 3. | 19 lipca 2015        | Båstad      | Ceglana         | Olha Sawczuk        | Kiki Bertens Johanna Larsson         | 5:7, 4:6             |
| Zwyciężczyni  | 2. | 16 kwietnia 2016     | Bogota      | Ceglana         | Lara Arruabarrena   | Gabriela Cé Andrea Gámiz             | 6:2, 4:6, 10–8       |
| Finalistka    | 4. | 29 kwietnia 2016     | Rabat       | Ceglana         | Raluca Olaru        | Xenia Knoll Aleksandra Krunić        | 3:6, 0:6             |
| Zwyciężczyni  | 3. | 3 marca 2018         | Acapulco    | Twarda          | Heather Watson      | Kaitlyn Christian Sabrina Santamaria | 7:5, 2:6, 10–2       |
| Zwyciężczyni  | 4. | 22 września 2019     | Seul        | Twarda          | Lara Arruabarrena   | Hayley Carter Luisa Stefani          | 7:6(7), 3:6, 10–7    |

## Finały turniejów WTA 125

### Gra pojedyncza 4 (1–3)
| Końcowy wynik | Nr | Data             | Turniej      | Nawierzchnia | Przeciwniczka     | Wynik finału     |
| ------------- | -- | ---------------- | ------------ | ------------ | ----------------- | ---------------- |
| Finalistka    | 1. | 25 czerwca 2023  | Gaiba        | Trawiasta    | Ashlyn Krueger    | 6:3, 4:6, 5:7    |
| Zwyciężczyni  | 1. | 19 sierpnia 2023 | Barranquilla | Twarda       | Fiona Ferro       | 6:1, 6:2         |
| Finalistka    | 2. | 17 sierpnia 2024 | Barranquilla | Twarda       | Nadia Podoroska   | 2:6, 6:1, 3:6    |
| Finalistka    | 3. | 7 września 2024  | Guadalajara  | Twarda       | Kamilla Rachimowa | 3:6, 7:6(5), 3:6 |

### Gra podwójna 1 (0–1)
| Końcowy wynik | Nr | Data              | Turniej  | Nawierzchnia | Partnerka           | Przeciwniczki                    | Wynik finału   |
| ------------- | -- | ----------------- | -------- | ------------ | ------------------- | -------------------------------- | -------------- |
| Finalistka    | 1. | 27 listopada 2015 | Carlsbad | Twarda       | Oksana Kalasznikowa | Gabriela Cé Verónica Cepede Royg | 6:1, 4:6, 8–10 |

## Występy w Turnieju WTA Elite Trophy

### W grze podwójnej
| Rok  | Rezultat     | Partnerka           | Przeciwniczki                                                  | Wynik                         |
| 2016 | Faza grupowa | Oksana Kalasznikowa | Andreja Klepač Arantxa Parra Santonja Yang Zhaoxuan You Xiaodi | 1:6, 6:7(1) 1:6, 7:6(3), 10–7 |

## Występy w igrzyskach olimpijskich

### Gra pojedyncza
| Runda                                                                   | Przeciwniczka                  | Wynik    |
| ----------------------------------------------------------------------- | ------------------------------ | -------- |
|                                                                         |                                |          |
| Letnie Igrzyska Olimpijskie w Paryżu 2024, reprezentując państwo Niemcy |                                |          |
| I runda                                                                 | Argentyna: María Lourdes Carlé | 0:6, 0:6 |

### Gra podwójna
| Runda                                                                   | Partnerka        | Przeciwniczki                                    | Wynik    |
| ----------------------------------------------------------------------- | ---------------- | ------------------------------------------------ | -------- |
|                                                                         |                  |                                                  |          |
| Letnie Igrzyska Olimpijskie w Paryżu 2024, reprezentując państwo Niemcy |                  |                                                  |          |
| I runda                                                                 | Tamara Korpatsch | Argentyna: María Lourdes Carlé / Nadia Podoroska | 3:6, 0:6 |